# 32295 Ravichandran
32295 Ravichandran è un asteroide della fascia principale. Scoperto nel 2000, presenta un'orbita caratterizzata da un semiasse maggiore pari a 2,5345506 UA e da un'eccentricità di 0,1450045, inclinata di 7,99229° rispetto all'eclittica.